# Cacospongia carduelis
Cacospongia carduelis är en svampdjursart som beskrevs av Schmidt 1864. Cacospongia carduelis ingår i släktet Cacospongia och familjen Thorectidae. Inga underarter finns listade i Catalogue of Life.